# My Octopus and a Teacher
«My Octopus and a Teacher» (укр. «Мій восьминіг і вчителька») — вісімнадцята серія тридцять третього сезону мультсеріалу «Сімпсони», прем'єра якої відбулась 24 квітня 2022 року у США на телеканалі «Fox».

## Сюжет
Ліса записує документальний фільм про природу «Моя споріднена головонога душа» (англ. «My Cephalopod Soulmate»). Дівчинка пірнала під воду та подружилася з восьминогом Моллі.
У Спрінґфілдській початковій школі Скіннер і Чалмерз вітають нову вчительку, Рейшел Пейтон, яку найняли її як нового вчителя для класу Барта. Однак, коли Барт зустрічає її, у нього з'являється флешбек, і він починає вести себе дивно, тікаючи від неї.
На кінофестивалі документалістики про природу фільм Ліси, де акула врешті-решт з'їдає Моллі, перемагає. Однак, повернувшись додому, Ліса з жалем приносить трофей, показавши смуток батькам. Водночас, коли дівчинка заходить до своєї кімнати, то виявляється, що Моллі жива. Ліса порушила головну директиву натураліста «не втручайся» і вона врятувала Моллі від акули.
Тим часом міс Пейтон готується до вчителювання. Вона знайомиться зі своїми колегами і представляє їм проєктне навчання, на основі створення учнями семи нових чудес світу. Вчителі з ентузіазмом приймають ідею.

Міс Пейтон знайомиться з Бартом

На уроці міс Пейтон починає знайомитися з дітьми, але, коли вона доходить до Барта, той надто дивно поводиться, травмуючи себе. Згодом, виконуючи домашнє завдання, Барт бачить ангельську міс Пейтон.
Наступного ранку Мілгаус представляє вчительці проєкт, подібний роботі Барта, що роздратовує останнього. Зрештою Барт трощить все у класі, відлякуючи всіх.
Вдома Моллі ніяк не сидить на місці, що змішує Лісу гнатися за нею по всьому будинку. Розуміючи, що Моллі не в безпеці в будинку, тож вона бере її до школи.
Гомера та Мардж викликає міс Пейтон, щоб поговорити про поведінку Барта. Удома Гомер обговорює це з Бартом, думаючи, що хлопчик закохався у нову вчительку. Однак, Барт говорить, що зустрічав її раніше, коли Ліса знімала свій документальний фільм…
На пляжі він знайшов відерко біля модного готелю, і таким чином зміг потрапити у басейн готелю. Коли Барт гойдався на тарзанці, то впав у воду з і не міг виплисти. На щастя, хлопчика врятувала міс Пейтон, але, щоб зберегти свою гідність, він кричав на неї. Тож зараз Барт почувається жахливо через те, що зробив, думаючи, що вона його зненавидить, коли згадає.
Гомер радить сину просто сказати правду і бути чесним. Однак, наступного дня Барт бачить, як міс Пейтон зі своїм чоловіком цілується. Це дратує хлопчика і він розбиває фонтанчик з водою. Барт усвідомлює, що закоханий у Рейшел…
На показі семи нових чудес світу Барт розповідає Гомеру про своє усвідомлення, і батько переконує його, що це неможливе кохання, бо є дивовижні речі, які треба відпустити. Почувши їх, Ліса розуміє, що вона також має звільнити Моллі.
Барт намагається зупинитися, але знову побачивши її чоловіка, він з криком хапає банку з Моллі, яка вистрибує хлопчику на обличчя. На бачивши нічого, Барт спричиняє хаос у залі та руйнує всі проєкти. Зрештою, Лісі вдається зупинити його і відірвати Моллі від його обличчя.
Скіннер просить міс Пейтон не покидати школу, а змінити клас. Водночас, ніхто з решти вчителів не погоджується взяти Барта… Наступного дня Барт заходить до класу і намагається вибачитися перед Рейшел за те, що зіпсував презентацію, і розповідає їй правду про те, як вони вперше зустрілися… і як він у неї закохався. Вона каже йому, що залишилася, і Барт ненавмисно розповідає їй, про покарання від попередньої вчительки, — написи на дошці.
У сцені під час титрів Ліса випускає Моллі в океан, і знову рятує її від акули, що дратує Базу-Даних. Однак, Ліса відповідає, що вона ― «також частина природи».

## Виробництво
Персонаж Рейшел Пейтон, яку озвучує актриса Керрі Вашингтон стала постійною вчителькою класу Барта, замість покійної Едни Крабапель, яку озвучувала Марсія Воллес. Коментуючи свого персонажа Вашингтон зазначила:
|  | Вона [Пейтон] — чудова вчителька. Однак, як усі найкращі вчителі, вона знає, що її учні мають навчити її так само, як і вона їх. А навчання Барта — це робота, наповнена можливостями для зростання. Я ― просто велика шанувальниця «Сімпсонів»! Яка надзвичайна честь бути частиною [шоу]! І я думала, що ідея зіграти вчителя Барта була такою смішною. Раніше я була вчителькою у державних школах Нью-Йорка. А моя мама ― вчителька на пенсії. Викладання для мене ― це священна професія. Я могла тільки уявити, який сміх пов'язаний із навчанням Барта. |

Водночас, сценаристка серії Керолін Омайн наполягає, що міс Пейтон не буде заміною місіс Крабапель.
|  | Я не знаю, чому ми це відкладали. Я сумую за нашою любою Марсією, і думаю, що було трохи смутку та небажання це робити, але минуло дев'ять років. Ми спілкувалися принаймні раз на рік-два. Ми не могли точно визначитися, і ми не могли погодитися. Просто не було натхненної думки — допоки ми не прийшли до цього. Не буде відчуття «О, це нова Крабапель». Більшість наших вчителів, [зображених у мультсеріалі] ― це своєрідне вигорання, і це просто функція комедії. Однак, ми подумали «Давайте просто зробимо її іншою, давайте зробимо її хорошою вчителькою». Іноді важко знайти комедію в хороших людях, але тоді ти думаєш про таких людей, як Леслі Ноуп. Просто вони занадто багато, але вони добре справляються зі своєю роботою. Ми хотіли мати такого вчителя. |

Шоуранерові серії Метту Селману та Керолін Омайн було дуже важливо, щоб таємничі, складні почуття Барта були представлені дуже по-дитячому. «Високий прояв енергії», наче той того, «свідками якого ми всі були в школі та в магазині іграшок».
Флешбек Барта про готель заснований на дитячих спогадах Омайн.
|  | Я виросла на Гаваях. Знаходження способів проникнути в шикарні готельні басейни було важливою частиною мого дитинства. В наші дні це зробилено набагато складніше, [ніж зображено в серії] ― за допомогою браслетів і ключ-карт. Мені подобається думати, що ми з братами і сестрами мали якесь відношення до того підвищення безпеки. |

|  | Коли мені було 10, у мене була паніка в басейні під час літнього табору. Гарний вожатий підскочив і врятував мене. Я була настільки збентежена і травмована, що уникала його до кінця літа. Навіть сказала своїм друзям, що ненавиджу його! Я завжди хотіла подякувати йому. |

Спочатку частину сценарію, коли Моллі прощається з Лісою, було повністю викладено, потім вирізано через час, але, зрештою, у процесі переробки відновлено.
За словами Омайн, продюсер «Сімпсонів» Річард Чанґ вніс поправку у фінальну сцену. Коли команда побачила, як візуально ітимуть титри під час закінчення, то її стурбовало те, що реакція Ліси була прихована. Практично одразу Чанґ надіслав запит на виправлення.

## Цікаві факти та культурні відсилання
- Назва серії та документалка Ліси на початку ― пародія на оскароносний фільм 2020 року «Мій учитель — восьминіг» (англ. «My Octopus Teacher»)[7].
  - Нечіткий фон під час розповіді Ліси у документалці відтворює нечіткий фон оповіді у фільмі[7].
  - Мелодія під час переслідування під водою натхненна саундтреком фільму[8].
  - Момент, коли Моллі зробила із ракушок щит притаманна реальному восьминогу з фільму[9].
  - Підводна битва Ліси з акулою ― це відповідь на нездійснений захист восьминога натуралістом у фільмі[10].
- Сценарист Джоел Коен запропонував вставити пісню «Sucker» гурту «Jonas Brothers», яка грає під час монтажу переслідування Моллі у будинку Сімпсонів[11].
- Дизайн тарзанки, з якої спускався Барт заснований на тарзанці з готелю мережі «Grand Wailea» на Мауї, Гаваї, де відпочивала сценаристка Керолін Омайн[12].
- Дизайн кожного проєкту на домашнє завдання дітей базовано на справжніх будівлях з Мачу-Пікчу. Наприклад, Барт робить макет Храму Трьох Вікон, а Мілгаус ― Храму Сонця[13][14].
- Сцена, в якій Барт зриває фонтанчик у коридорі, ― відсилання до фільму «Пролітаючи над гніздом зозулі», в якому герой Джека Ніколсона зробив те саме[15].
- Аварія з м'ячами для йоги, яку Барт випадково спричинив на шкільному показі семи нових чудес світу заснована на відео невдач з цими м'ячами на «YouTube»[16]

## Ставлення критиків і глядачів
Під час прем'єри на каналі серію переглянули 0,97 млн осіб, з рейтингом 0.3, що зробило її найпопулярнішим шоу на каналі «Fox» тієї ночі, але найменш популярною серією серіалу на той час.
Тоні Сокол з «Den of Geek» дав серії чотири з п'яти зірок, сказавши:
|  | Серія розповідає оригінальну історію, яка вносить глибину в усю шкільну систему Спрінґфілда, розширює батьківський внесок Гомера та повяає Лісу новому уроку. Через вчителя Барт переходить із «розгніваного хлопчика, який потопав» до того, щоб закохатися в себе. Він також знову пише [на дошці] як покарання… «My Octopus and a Teacher» ― це зовсім солодкий, але не соковитий епізод, однак не очікуйте, що Рейшел Пейтон замінить місіс Крабапель. |

Маркус Ґібсон із сайту «Bubbleblabber» оцінив серію на 7,5/10, сказавши:
|  | Серія служить гідною частиною розвитку характеру для Барта, який бачить, що він любить себе і свою нову вчительку. Представлення міс Пейтон, яку чудово озвучила Керрі Вашингтон, також допомогло забезпечити більше різноманітності як у шоу, так і в акторському складі. Крім того, підсюжет Ліси, пов’язаний з її дружбою з головоногими молюсками, є милим, хоча й шаблонним, невеликим відволіканням від складної ситуації Барта. Я не впевнений, коли ми побачимо, що ці стосунки між учнем і вчителем триватимуть, але, виходячи з мого досвіду з цим епізодом, я сподіваюся, що скоро. |

Згідно з голосуванням на сайті The NoHomers Club більшість фанатів оцінили серію на 4/5 із середньою оцінкою 3,45/5.